# Zbyszko Tuchołka
Zbyszko Tuchołka (ur. 24 sierpnia 1909 w Marcinkowie Dolnym, zm. 6 lipca 1980) – polski profesor, rektor Wyższej Szkoły Rolniczej w Poznaniu (1965-1972).

## Życiorys
Był synem ziemianina, polityka narodowego i posła na Sejm Wiesława Tuchołki oraz Heleny Eugenii z Korytowskich. Uczęszczał do pruskiej szkoły ludowej, następnie do Gimnazjum Bergera w Poznaniu. W 1928 rozpoczął studia na Uniwersytecie Poznańskim (Wydział Rolniczo-Leśny) i został inżynierem rolnictwa (dyplom w 1935). W okresie 1936–1939 był dzierżawił ziemie w rodzinnej miejscowości i działał jako prezes Powiatowego Koła Doświadczalnego w Żninie.
W czasie kampanii wrześniowej walczył w Armii "Pomorze", ranny w bitwie nad Bzurą. Dostał się do niewoli i tam spędził czas II wojny światowej prowadząc kursy rolnicze.
W 1945 wykładał w szkołach dla Polaków w Delmenhorst i Badbergen. Następnie pracował jako kierownik w Państwowych Nieruchomościach Ziemskich Okręgu Lubuskiego w Poznaniu. Od 1948 zatrudniony na Uniwersytecie Poznańskim. Tytuł doktora uzyskał w 1951 (praca: Sposób rozmieszczenia różnych form superfosfatu w glebie, a przebieg procesu uwsteczniania P2O5), docenta - 1 kwietnia 1955. 1 marca 1962 nadany mu został tytuł profesora nadzwyczajnego, a w 1970 - zwyczajnego.
Poza tym pełnił szereg funkcji, np. kierownika Pracowni Nawozowej i konsultanta w Instytucie Uprawy, Nawożenia i Gleboznawstwa (1959-1963), dyrektora Instytutu Gleboznawstwa i Chemii Rolnej (1970-1975), członka Komitetu Gleboznawstwa i Chemii Rolnej PAN, członka Rad Naukowych Instytutu Uprawy Nawożenia i Gleboznawstwa oraz Instytutu Przemysłu Zielarskiego, Instytutu Przemysłu Włókien Łykowych, Rady Naukowo-Technicznej przy Ministerstwie Rolnictwa, członka Komisji Nauk Rolniczych i Leśnych PTPN, wiceprzewodniczącego Oddziału Poznańskiego Polskiego Towarzystwa Gleboznawczego, członka Komitetu Redakcyjnego "Poradnika Gospodarskiego", członka Wojewódzkiego Zarządu Kółek Rolniczych w Poznaniu. 
W latach 1962–1985 dziekan Wydziału Rolniczego, a od 1 września 1965 do 1972 pełnił funkcję rektora Wyższej Szkoły Rolniczej.
Opracował nowy typ rozsiewacza nawozów azotowych (świadectwo autorskie Urzędu Patentowego nr 38 508 z 20 maja 1980).
W szóstą rocznicę śmierci (1986) zorganizowano w Poznaniu sesję naukową mającą na celu uczczenie pamięci Tuchołki. Organizatorem była Katedra Chemii Rolnej poznańskiej Akademii Rolniczej. Przed Collegium Cieszkowskich odsłonięto okolicznościową tablicę pamiątkową.

## Odznaczenia i nagrody
- Krzyż Kawalerski Orderu Odrodzenia Polski (1958)
- Krzyż Oficerski Orderu Odrodzenia Polski (1969)
- Złota Odznaka Związku Młodzieży Wiejskiej (1967)
- Złota Odznaka ZNP (1963)
- Odznaka Honorowa za szczególny wkład w rozwój woj. bydgoskiego
- Odznaka Honorowa za szczególny wkład w rozwój woj. poznańskiego
- Medal Komisji Edukacji Narodowej
- Odznaka Honorowa Miasta Poznania
- Nagroda I stopnia Ministra Szkolnictwa Wyższego i Nauki (trzykrotnie)
- Nagroda II stopnia Ministra Szkolnictwa Wyższego i Nauki
- Nagroda I stopnia Ministra Rolnictwa